# Grandrieu (Belgique)
Pour les articles homonymes, voir Grandrieu.
Grandrieu (en wallon Grand-Ri) est une section de la commune belge de Sivry-Rance, située en Région wallonne dans la province de Hainaut. C'était une commune à part entière avant la fusion des communes de 1977.

## Géographie

### Hydrographie
Le village est traversé par la Thure et est borné au nord par Leugnies, à l’est par Solre-Saint-Géry, au sud par Sivry et à l’ouest, par les communes françaises de Hestrud, Beaurieux et Cousolre.

## Évolution démographique
- Sources : INS, Rem. : 1831 jusqu'en 1970 = recensements, 1976 = nombre d'habitants au 31 décembre.

## Histoire
Dès le Xe siècle, Grandrieu était le centre d’un domaine important du chapitre de Sainte-Aldegonde de Maubeuge, qui garda nombre de biens, la dîme et la collation de la cure jusqu’à la fin de l’Ancien régime.
Un siècle plus tard, le village est aux mains du comte de Hainaut, terre de Beaumont, puis cédé en 1453 aux Croy.
En 1830, on comptait 159 maisons et 753 habitants, occupés dans les bois et l’agriculture, ainsi qu’une brasserie, une fabrique de pots en terre, une tuilerie, 14 métiers à tisser des bas de laine et 3 moulins à farine.
En, août 1914 l’envahisseur allemand incendie plusieurs maisons tandis que le 10 novembre 1918, des combats ont lieu entre les Allemands et les Sud-Africains.

## Patrimoine et culture locale

### Patrimoine architectural
- Eglise Saint-Quentin. Construite en deux temps au cours du XVIIIe siècle, en remplacement d'un édifice roman en 1752 construction d'un chœur de deux travées droites avec chevet à trois pans et en 1786 érection d'une nef avec bas-côtés de trois travées[3].
- Chapelle d'En-haut. Dominant un paysage vallonné, petit édifice daté de 1741[4].
- Ferme Sainte-Aldegonde. Dépendant à l'époque du chapitre de Sainte-Aldegonde de Maubeuge, ensemble semis-clôturé des XVIIIe et XIXe siècles[5].

## Économie
On a extrait du marbre et des pierres à paver jusqu’en 1926. Depuis, le village a gardé un aspect strictement agricole.